# Sidpositiv
Sidpositiv kallas ett mindre verk beläget vid sidan av huvudverket, i en orgel med flera uppsättningar med pipor, kopplade till var sin manual i spelbordet.
Ett exempel på orgel med sidpositiv är Vreta klosters kyrka, som har 4 stämmor.